# Viola hyperborea
Viola hyperborea är en violväxtart som först beskrevs av Rupr, och fick sitt nu gällande namn av V. V. Nikitin. Viola hyperborea ingår i släktet violer, och familjen violväxter. Inga underarter finns listade i Catalogue of Life.